# معركة نيش (1443)
شهدت معركة نيش (أوائل نوفمبر 1443) قيام الصليبيين بقيادة يوحنا هونياد وجريج برانكوفيتش بالاستيلاء على معقل العثمانيين نيش في صربيا وهزيمة ثلاثة جيوش للإمبراطورية العثمانية.